# Monument aux rebelles exécutés lors de la révolte du Timok à Zaječar
Le monument aux rebelles exécutés lors de la révolte du Timok à Zaječar (en serbe cyrillique : Споменик стрељаним жртвама Тимочке буне у Зајечару ; en serbe latin : Spomenik streljanim žrtvama Timočke bune u Zaječaru) se trouve à Zaječar, en Serbie. Il est inscrit sur la liste des monuments culturels protégés de la République de Serbie (identifiant no SK 599),.

## Présentation
Le monument a été dévoilé le 3 novembre 1940, à l'occasion du 57e anniversaire de la révolte du Timok qui a eu lieu en 1883 ; il est situé au pied de la colline de Kraljevica, une colline qui domine Zaječar, et où les rebelles ont été exécutés. L'ensemble a été conçu par le sculpteur Antun Augustinčić (1900-1979), avec une statue représentant un paysan robuste sur le lieu de l'exécution, avec les jambes enchaînées et les mains libres qui lui permettent de déchirer sa chemise et de montrer sa poitrine.
Le monument est souvent appelé « Monument à Ljuba Didić », en souvenir de Ljuba Didić, qui était l'un des chefs de cette rébellion née dans le secteur de Krivi Vir après que le roi Milan Ier eut tenté de désarmer l'armée populaire et les paysans ; les dirigeants du soulèvement étaient des chefs radicaux de la région de Boljevac, comme le prêtre Marinko Ivković (1848-1883), Dobrosav Petrović et le prêtre Milija Petrović ; dans le district de Sokobanja, Ljuba Didić organisait le mouvement et, à Knjaževac, Aca Stojanović, Gavra Aničić et d'autres. La révolte de Timok a été étouffée dans le sang.